# تری‌فنیل‌آرسین
تری‌فنیل‌آرسین (به انگلیسی: Triphenylarsine) یک ترکیب شیمیایی با شناسه پاب‌کم ۱۱۷۷۳ است. شکل ظاهری این ترکیب، جامد بی‌رنگ است.